# 音乐比赛
音乐比赛（也称音乐赛事，音乐竞赛）是人们通过演奏、演唱音乐来进行比赛的活动。音乐比赛可以是独奏或独唱、乐队或合唱团等团体。有些比赛是为了从事音乐职业的人而设的。也有针对业余爱好者的，这意味着不允许音乐家参赛。